# Cantonul Amancey
Cantonul Amancey este un canton din arondismentul Besançon, departamentul Doubs, regiunea Franche-Comté, Franța.

## Comune
- Amancey (reședință)
- Amondans
- Bolandoz
- Cléron
- Crouzet-Migette
- Déservillers
- Éternoz
- Fertans
- Flagey
- Gevresin
- Labergement-du-Navois
- Lizine
- Malans
- Montmahoux
- Nans-sous-Sainte-Anne
- Reugney
- Sainte-Anne
- Saraz
- Silley-Amancey